# Tygrys jawajski
Tygrys jawajski (Panthera tigris sondaica) – wymarły podgatunek tygrysa azjatyckiego, ssaka z rodziny kotowatych (Felidae). Do 1980 roku zamieszkiwał wyspę Jawa; był jednym z trzech podgatunków (obok tygrysa balijskiego i sumatrzańskiego), zamieszkujących Indonezję.

## Opis
Tygrysy jawajskie były małe w porównaniu z tygrysami z Azji Kontynentalnej, ale większe niż tygrysy balijskie. Samce ważyły od 100 do 140 kg, a  średnia długość ich ciała wynosiła 200 – 245 cm. Samice były mniejsze – ważyły 75 – 115 kg.
Nos tygrysa jawajskiego był długi i wąski.

## Wytępienie
Na początku XX wieku Jawę zamieszkiwało 28 milionów ludzi. Roczna produkcja ryżu była niewystarczająca, by wyżywić rosnącą populację, więc z roku na rok coraz więcej terenów zabierano pod uprawy. Spowodowało to wycinanie lasów, w których mieszkał tygrys jawajski.
W 1938 roku na Jawie było 23% lasów naturalnych. W 1975 roku było ich zaledwie 8%, a populacja wynosiła 85 milionów ludzi. Z tego powodu tygrys jawajski wyginął – nie miał już swojego naturalnego środowiska.
Inne powody wyginięcia tygrysa jawajskiego:
- lasy naturalne po drugiej wojnie światowej często były zamieniane w plantacje kawy, kauczuku i teczyny.
- sambar sundajski, główna zdobycz tygrysa jawajskiego, w latach 60. ulegał często chorobom.
- po 1965 roku wielu ludzi wybierało się na łowy i zabijało pozostałe tygrysy jawajskie